# Didier Gervais
Didier Gervais, né le 13 septembre 1952 à Boulogne-sur-Mer, est un pilote français de char à voile, en catégorie classe 2. 

## Biographie
Ancien gendarme, Didier Gervais construisait à Dannes,  des chars à voile de classe 2 et 3 de haute performance, ces chars ont gagné plusieurs championnats du monde et d’Europe. Didier Gervais est considéré comme le plus grand constructeur des vingt dernières années.

## Palmarès

### Championnats du monde
- Médaille d'argent en 2004, à Sankt Peter-Ording,  Allemagne
- Médaille d'argent en 2000, à Terschelling,  Pays-Bas
- Médaille de bronze en 1998, à La Panne,  Belgique

### Championnats d'Europe
- Médaille d'argent en 2009, à Sankt Peter-Ording,  Allemagne
- Médaille d'or en 2005, à Terschelling,  Pays-Bas
- Médaille d'argent en 2004, à Sankt Peter-Ording,  Allemagne
- Médaille de bronze en 2003, à La Panne,  Belgique
- Médaille d'argent en 2000, à Terschelling,  Pays-Bas
- Médaille de bronze en 1998, à La Panne,  Belgique